# Neale Fraser
Neale Fraser (Melbourne, 3 de outubro de 1933 – 2 de dezembro de 2024) foi um tenista da Austrália. Foi também um técnico da mesma modalidade.
Foi membro da equipe que representou a Austrália na Copa Davis no período de 1958 a 1963, foi também o capitão da equipe entre 1970 e 1993 .

## Grand Slam finais

### Simples: 7 (3 títulos, 4 vices)
| Resultado | Ano  | Campeonato               | Piso  | Oponente      | Placar                  |
| --------- | ---- | ------------------------ | ----- | ------------- | ----------------------- |
| Vice      | 1957 | Australian Championships | Grama | Ashley Cooper | 3–6, 11–9, 4–6, 2–6     |
| Vice      | 1958 | Wimbledon Championships  | Grama | Ashley Cooper | 6–3, 3–6, 4–6, 11–13    |
| Vice      | 1959 | Australian Championships | Grama | Alex Olmedo   | 1–6, 2–6, 6–3, 3–6      |
| Campeão   | 1959 | US Championships         | Grama | Alex Olmedo   | 6–3, 5–7, 6–2, 6–4      |
| Vice      | 1960 | Australian Championships | Grama | Rod Laver     | 7–5, 6–3, 3–6, 6–8, 6–8 |
| Campeão   | 1960 | Wimbledon Championships  | Grama | Rod Laver     | 6–4, 3–6, 9–7, 7–5      |
| Campeão   | 1960 | US Championships         | Grama | Rod Laver     | 6–4, 6–4, 10–8          |